# 성장등

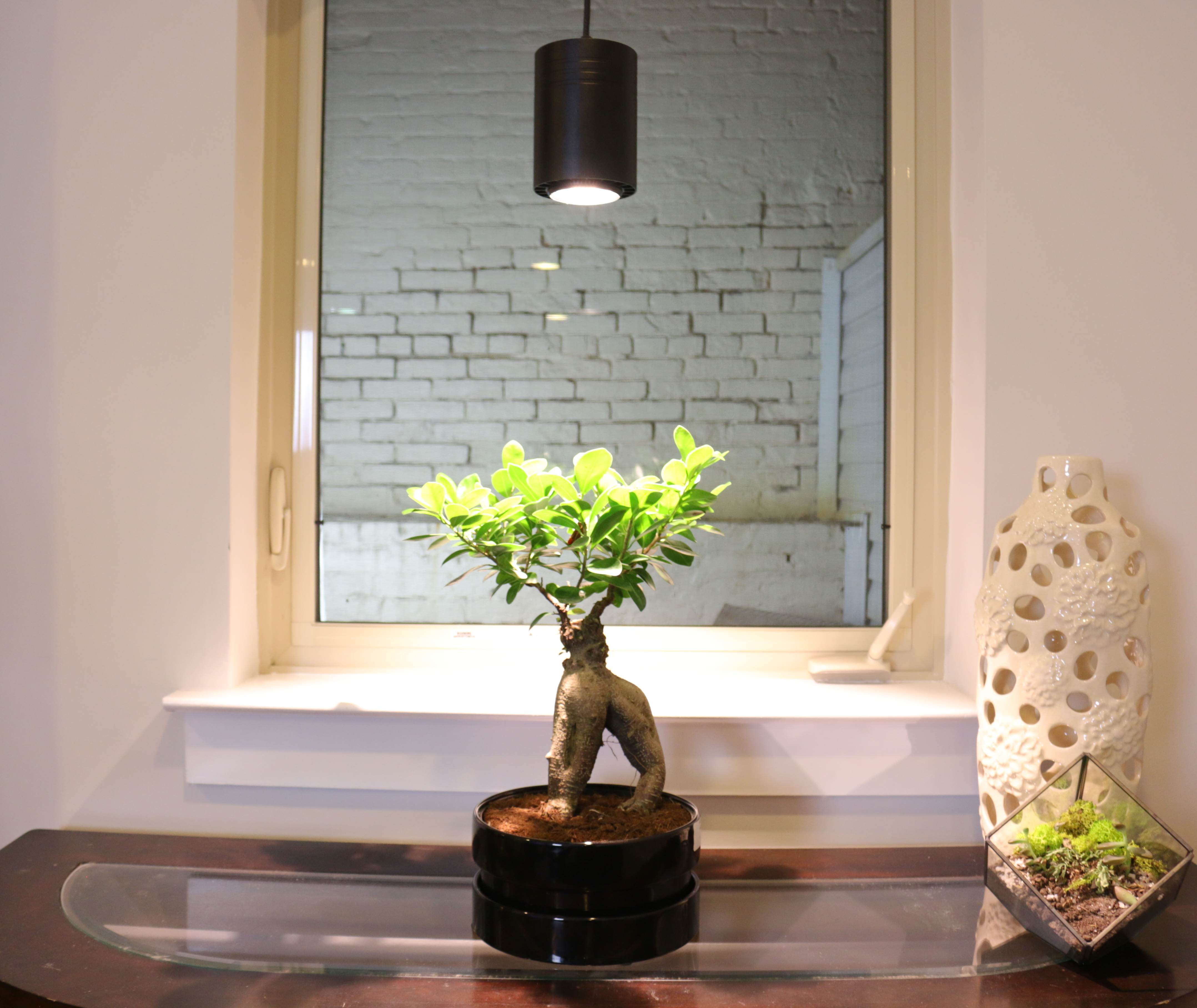
백색 LED 성장등 아래에서 자라는 피커스 식물.

성장등 또는 그로 라이트(grow light)은 식물의 성장을 돕는 전등이다. 식물 육성 램프, 생장 촉진 램프, 식물조명등, 식물재배조명 등 다양한 용어로 번역된다. 성장등은 태양과 유사한 광 스펙트럼을 제공하거나 재배되는 식물의 요구에 더 적합한 스펙트럼을 제공하려고 시도한다(일반적으로 빨간색과 파란색 빛의 다양한 조합으로 일반적으로 인간의 눈으로 보기에 분홍색에서 자주색으로 나타난다) 다양한 색온도와 성장등의 스펙트럼 출력, 그리고 램프의 강도를 다양하게 하여 실외 조건을 모방한다. 재배되는 식물의 종류, 재배 단계(예: 발아/영양 단계 또는 개화/결실 단계) 및 식물에 필요한 광주기에 따라 특정 범위의 스펙트럼, 발광효율 및 색온도가 사용하는 것이 특정 식물과 기간에 적합하다.

## 같이 보기
- 엽록소
- 형광등
- 나트륨등